# Velká pardubická 2007
Velká pardubická 2007 byla 117. ročníkem tohoto dostihu. Konala se 14. října na pardubickém dostihovém závodišti. Vítězství získala bělka Sixteen v sedle s žokejem Dušanem Andrésem. Na dalších místech doběhli Decent Fellow a Eliška Přemyslovna.
Na Taxisově příkopu skončili dostih dva koně, vítěz z roku 2002 a 2005 Maskul a Cieszymir. Druhý jmenovaný musel být utracen.
Vítězného žokeje Dušana Andrése ocenila v cíli princezna Anna, dcera královny Alžběty.
Hlavním sponzorem byla Česká pojišťovna a běželo se o celkovou částku 4 500 000 Kč.

## Pořadí v cíli (prvních pět)
| * | Kůň                | Jezdec         |
| - | ------------------ | -------------- |
| 1 | Sixteen            | Dušan Andrés   |
| 2 | Decent Fellow      | Tomáš Hurt     |
| 3 | Eliška Přemyslovna | Pavel Kašný    |
| 4 | Ivoire de Beaulieu | Keith Mercer   |
| 5 | Juventus           | Josef Váňa ml. |